# Проривне
Прори́вне (рос. Прорывное) — село у складі Звіриноголовського округу Курганської області, Росія.
Населення — 1229 Осіб (2010, 1388 у 2002).
Національний склад станом на 2002 рік:
- росіяни — 95 %